# Gertrude Weaver
Gertrude Gaines Weaver (Lafayette County, 4 juli 1898 – Camden, 6 april 2015) was een Amerikaanse supereeuwelinge en gedurende vijf dagen als 116-jarige officieel de oudste mens ter wereld.

## Biografie
Ze werd geboren als Gertrude Gaines als jongste in een gezin van zes kinderen. Ze trouwde op 18 juli 1915 op 17-jarige leeftijd met Gennie Weaver. Ze verhuisden in de jaren 30 naar Camden. Het huwelijk duurde 53 jaar, tot aan het overlijden van Gennie in 1968. Het stel kreeg vier kinderen, van wie er ten tijde van Gertrude's overlijden nog een zoon van 94 jaar in leven was.
Gertrude Weaver overleed aan een longontsteking.

## Erkenning
Sinds 17 december 2012 was Weaver de oudste mens in de Verenigde Staten, en sedert 1 april 2015 de oudste persoon ter wereld na het overlijden van de toen net 117-jarige Japanse Misao Okawa. Weavers geboortedatum werd op haar 116e verjaardag erkend, na onderzoek van de gegevens van de Amerikaanse volkstelling van 1900, waarin ze als tweejarige vermeld staat. Daarmee werd ze de oudste Amerikaanse in plaats van de toen net 115-jarige Jeralean Talley, die tot dat moment als oudste had gegolden.
Overigens is er onduidelijkheid over de maand waarin Weaver is geboren: zelf stelde ze dat ze op 4 juli jarig was, maar de volkstelling van 1900 geeft aan dat ze in april zou zijn geboren. Mogelijk is de datum van 4 juli aan Weaver toegewezen door de overheid toen ze zich aanmeldde voor een Social Security-nummer en daarbij geen geboortebewijs kon overleggen: het was gebruikelijk dat de ambtenaar dan een geboortedag vaststelde, vaak gebaseerd op een feestdag, zoals Independence Day.